# Balagodu, Sakleshpur
Balagodu là một làng thuộc tehsil Sakleshpur, huyện Hassan, bang Karnataka, Ấn Độ.